# Diabugu
Diabugu (Schreibvariante: Diabugu Batapa) ist eine Ortschaft im westafrikanischen Staat Gambia.
Nach einer Berechnung für das Jahr 2013 leben dort etwa 4196 Einwohner, das Ergebnis der letzten veröffentlichten Volkszählung von 1993 betrug 2874.

## Geographie
Diabugu liegt in der Upper River Region, Distrikt Sandu, an der North Bank Road, am nördlichen Ufer des Gambia-Flusses, ungefähr 22 Kilometer von Basse Santa Su und ungefähr 28 Kilometer von Bansang entfernt.